# Mateo III de Montmorency
Mathieu III de Montmorency (1228 - 1270) fue un noble y militar francés del siglo XIII.

## Biografía
Nació en 1228 como hijo de Burcardo VI de Montmorency, XII Señor de Montmorency, Primer Barón Cristiano y Primer Barón de Francia, y de Isabeau de Laval.

## Títulos
- Señor de Montmorency
- Primer Barón Cristiano
- Primer Barón de Francia
- Señor de Écouen
- Señor de Conflans-Sainte-Honorine
- Señor de Séans-en-Othe

## Matrimonio y descendencia
Casó en 1250 con la Princesa Jeanne de Brienne-Ramerupt, hija de Erard de Brienne, Señor de Ramerupt y de Vénisy y pretendiente al Condado soberano de Champagne, y de la segunda mujer de éste, la Princesa Philippa de Champagne-Blois, la que a su vez fue hija de S.M. Enrique II de Champaña, Conde de Champagne y Rey de Jerusalén y de S.M. Isabel de Jerusalén-Anjou, Reina de Jerusalén.
Fueron los legítimos progenitores de:
- 1. Mathieu IV de Montmorency.[1]
- 2. Érard de Montmorency-Breteuil (1260 - 6 de septiembre de 1334),[1] Caballero, Señor de Conflans-Sainte-Honorine, Consejero privado de S.M. el Rey de Francia, Gran Copero de Francia, autor de la Rama de Breteuil de la Casa de Montmorency. Casó en primeras nupcias con Jeanne de Longueval, Dama de Frémeruille y de Croissy-en-Brie, y en segundas nupcias con Clémence de Muret, Dama de Breteuil y de Beaussault.
- 3. Roberto de Montmorency,[1] Religioso de la Abadía de Saint Denis, donde fue el Superior.
- 4. Guillermo de Montmorency,[1] Caballero de la Orden del Templo.
- 5. Juana de Montmorency,[1] mujer del Conde Baudouin de Guines, Señor de Ardres y Castellano de Bourbourg.
- 6. Sybille de Montmorency,[1] Religiosa del monasterio de la Piedad de Nuestra Señora de Ramerupt.